# Vérossaz
Vérossaz is een gemeente en plaats in het Zwitserse kanton Wallis, en maakt deel uit van het district Saint-Maurice.
Vérossaz telt 679 inwoners.